# 류큐혈루신서
《류큐혈루신서》(琉球血淚新書, 베트남어: Lưu Cầu Huyết Lệ Tân Thư)는 베트남의 혁명가 판보이쩌우가 작성한 문서이다. 류큐국이 류큐 처분으로 일본 제국에 강제합병된 것을 언급하며 독립의 중요성을 논하고 있다.